# Dublin Death Patrol
Dublin Death Patrol to amerykańska grupa thrashmetalowa, założona w 2006 roku przez wokalistę grupy Testament – Chucka Billy oraz byłego wokalistę Legacy i Exodus – Steve'a Souzę.

## Historia
Początki grupy sięgają wczesnych lat 80., kiedy Chuck Billy wraz ze swoim bratem Andym, Gregiem Bustamante, Erniem Boehm oraz Willym Lange tworzył kapelę Rampage. Grupa ta nie zyskała większego rozgłosu, jednak jej członkowie stali się znani w okolicy jako wielcy zabijacy, co i rusz prowokujący jakieś rozróby. Nazwa "Dublin Death Patrol" powstała właśnie od serii głośnych bójek z udziałem członków Rampage.
Sam zespół jednak dał o sobie znać dopiero w roku 2006 i rok później wydał debiutancki album zatytułowany "DDP 4 Life".

## Skład
- Chuck Billy – śpiew (od 2006)
- Steve Souza – śpiew (2006-2010, od 2010)[2][3]
- Andy Billy – gitara (od 2006)
- Greg Bustamante – gitara (od 2006)
- Steve Robello – gitara (od 2006)
- Willy Lange – gitara basowa (od 2006)
- Eddie Billy – gitara basowa (od 2006)
- John Souza – gitara basowa (od 2006)
- Danny Cunningham – perkusja (od 2006)
- Troy Luccketta – perkusja (od 2006)

## Dyskografia
- DDP 4 Life (13 kwietnia 2007, Godfodder Records)